# 海上共和国
海上共和国（義大利語：Repubbliche Marinare）是中世纪意大利和达尔马提亚沿海地区一批繁荣的意大利城邦的统称。
传统上，其定义特别是4个意大利城市：阿马尔菲共和国、比萨共和国、热那亚共和国和威尼斯共和国，這些國家的商人靠與海外的貿易積累實力並構築財力基礎，它们的徽章出现在意大利海军的军旗上；這四個共和國有些差異，阿馬爾菲、比薩與熱那亞個人主義較強，商船隊幾乎不配護航船，三個國家的海上軍力多用於獨立的海軍行動而較少護航，做法是採追蹤擊潰薩拉森海盜船隊的辦法來保證本國商路之安全；反之威尼斯屬於團隊行動型，採護航船隊的方式，只要不遭到直接攻擊就不會想向薩拉森海盜挑戰，其做法是藉提高商船船隊所運送貨物的價格來抵消護航所增加的費用，在與薩拉森海盜的戰鬥中比薩與熱那亞的貢獻最多，但是作為國家整體與伊斯蘭勢力對決的時候，威尼斯的存在變得不可或缺。
这些城市在军事和商业上也都彼此竞争，从第10到13世纪，它们建立起舰队，一方面用来保护自己，另一方面用来支持跨越地中海的广泛的贸易网络，并且在十字军东征中发挥重要作用。这些共和国在竞争中壮大自身，从事更换盟友和战争。
上述四个是典型的意大利海上共和国，它们排列的顺序也反映了各自占优势的时间顺序。不过，意大利其他城镇也曾经拥有海上共和国的历史，尽管在历史上不是那么突出。它们是：加埃塔、安科纳、诺利（热那亚以西不远处独立的小城），以及达尔马提亚的杜布罗夫尼克（意大利语：拉古萨）。在845年的奥斯提亚战役中，加埃塔提供了一支舰队，帮助教宗联盟击败了撒拉森人。
这些海上共和国都是独立的城邦共和国，拥有自己的政府、货币和舰队。它们多数起源于曾经属于拜占庭帝国的疆域（主要的例外是热那亚和比萨）。所有这些城市在其保持独立的时期，都拥有相似的（但不完全相同）政府制度。國家政體是商人主導的少數人的共和政體。
这些海上共和国都深深地卷入了十字军东征，为其提供资助，但是更多的是从战争中得到政治利益和贸易机会。第四次十字军，名义上为了“解放”耶路撒冷，但是实际结果却是使威尼斯征服了扎达尔和君士坦丁堡。 
每个海上共和国都曾经统治过不同的海外领地，其中包括许多地中海岛屿，特别是撒丁岛和科西嘉岛，亚得里亚海，爱琴海和黑海（克里米亚）沿岸土地，和近东和北非的商业殖民地。 
在这些海上共和国中，最为重要的是热那亚共和国和威尼斯共和国。威尼斯在其领土最大时扩张到几乎整个的意大利东北部，西面达到距离米兰数公里处，而在东面占据了达尔马提亚、希腊伯罗奔尼撒的一部份，以及克里特和塞浦路斯两大岛屿。
威尼斯的头号竞争对手是热那亚。威尼斯控制地中海东部的贸易，而热那亚不仅出现在地中海东部，而且垄断了地中海西部的贸易，其领土最大时扩张到科西嘉、撒丁岛、克里米亚和一些爱琴海岛屿。在塞奥芝亚战役中被威尼斯击败后，热那亚显著衰退。

## 概念

### 意大利统一前

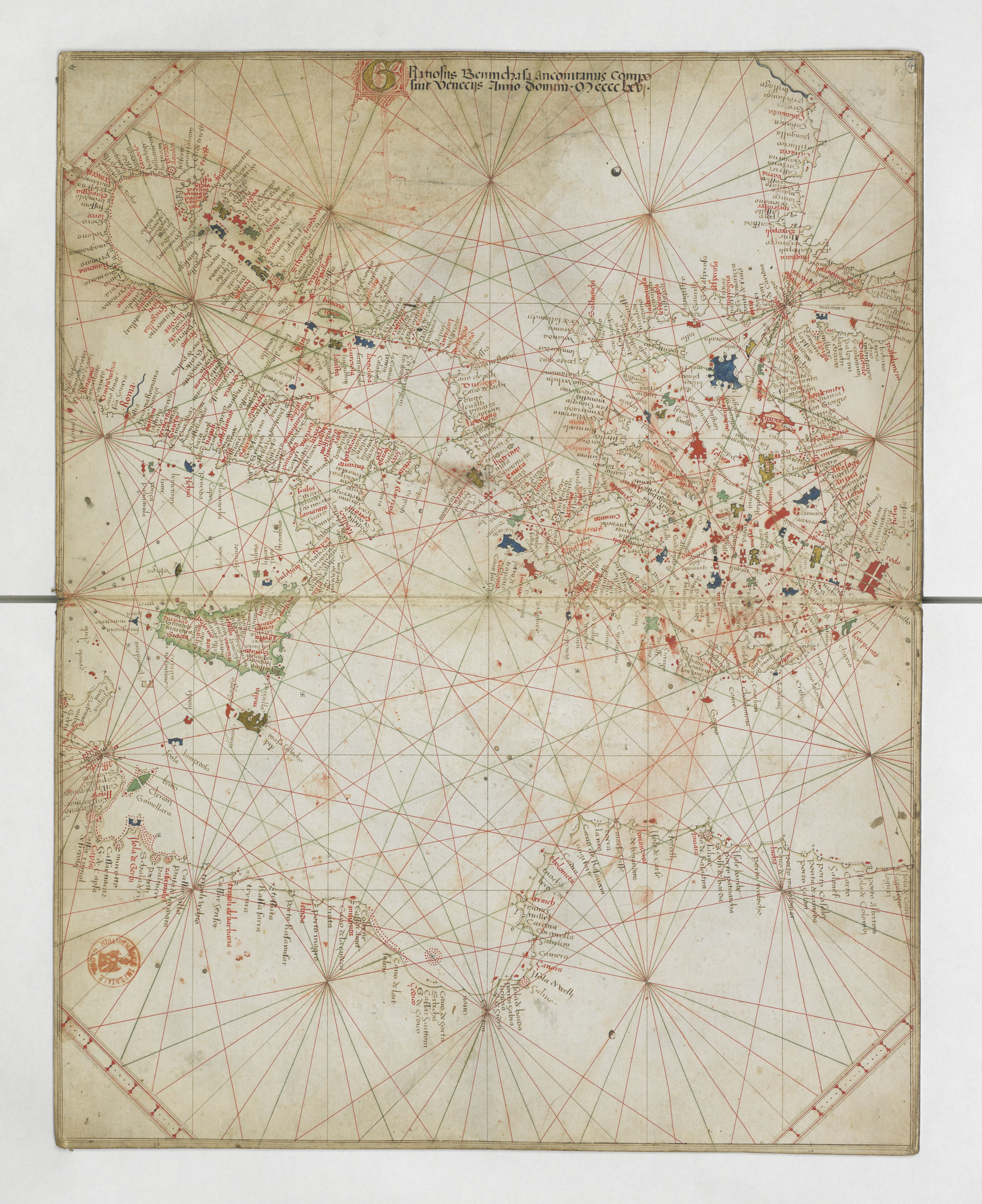
東地中海海圖，作者Grazioso Benincasa (1466)

海上共和國這個詞是由十九世紀的史學創造的，幾乎與最後一個共和國的終結相重合：這些國家都沒有將自己定義為海上共和國。引入這一表述並關注相應概念的歷史學家是瑞士人西蒙多·西斯蒙迪於1807年在《中世紀意大利共和國史》一書中提出。在西斯蒙第的文本中，與自由直轄市不同，海上共和國被視為主要致力於為其商業擴張相關問題而相互爭鬥的城市，他們反而共同對抗帝國，勇敢地捍衛自己的自由。
在意大利，直到統一之前，這決定了人們對這些海上城市的負面評價，因為它們相互鬥爭的歷史與復興運動的精神形成了鮮明的對比。唯一的例外被認為是安科納在1173 年的圍攻中進行的非常艱難的抵抗，並最終取得了勝利，該城市抵抗了費德里科·巴巴羅薩的帝國軍隊。這場胜利進入了國民的想像，成為意大利愛國者反對外國統治者鬥爭的預期。然而，這一事件被包含在市政史詩中，而不是海事史詩中。

### 意大利统一后

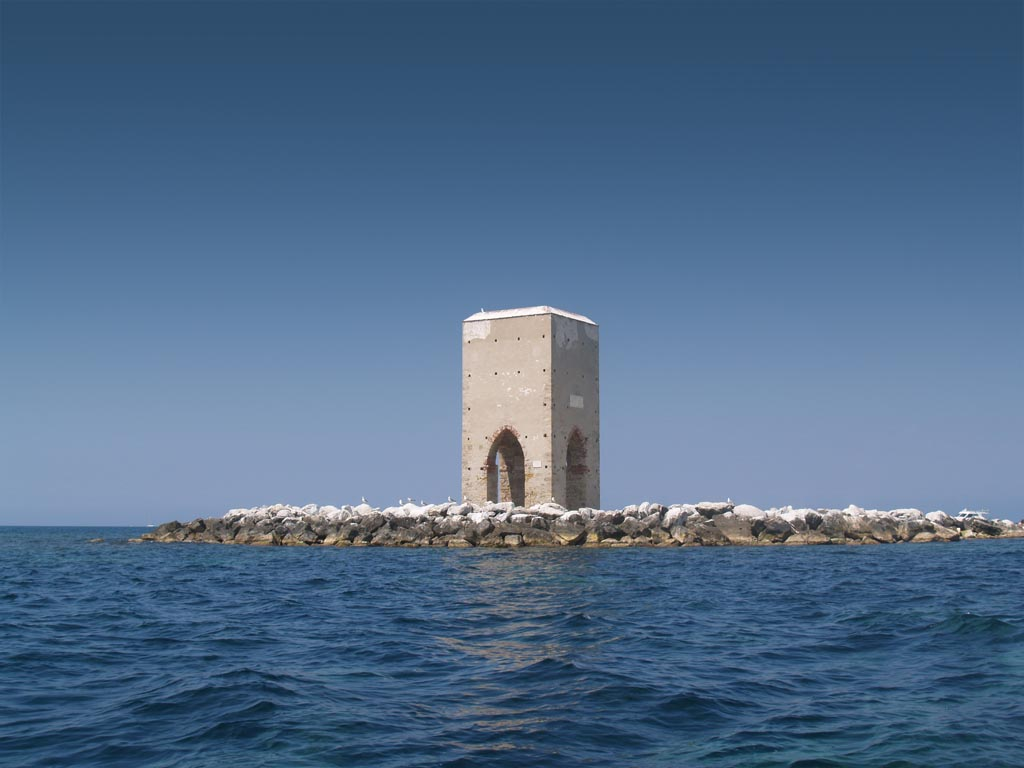
Secche della Meloria ，熱那亞艦隊戰勝比薩艦隊的戰場

在意大利統一後的最初幾十年裡，復興運動後的愛國主義推動了對與浪漫民族主義相關的中世紀的重新發現，特別是那些似乎預示著國家榮耀和獨立鬥爭的方面。“海上共和國”現象隨後被重新解釋，擺脫了負面偏見，並與自由公社的光輝歷史並列；因此，它也確立了自己在大眾層面上的地位。在慶祝歷史的同時，意大利的海洋城市並沒有更多地考慮彼此的相互鬥爭，而是共同的航海事業。事實上，在統一後的文化氛圍中，它被認為是現代意大利人民形成的基礎。在海洋共和國和直轄市中，勤奮精神開創了新文明。

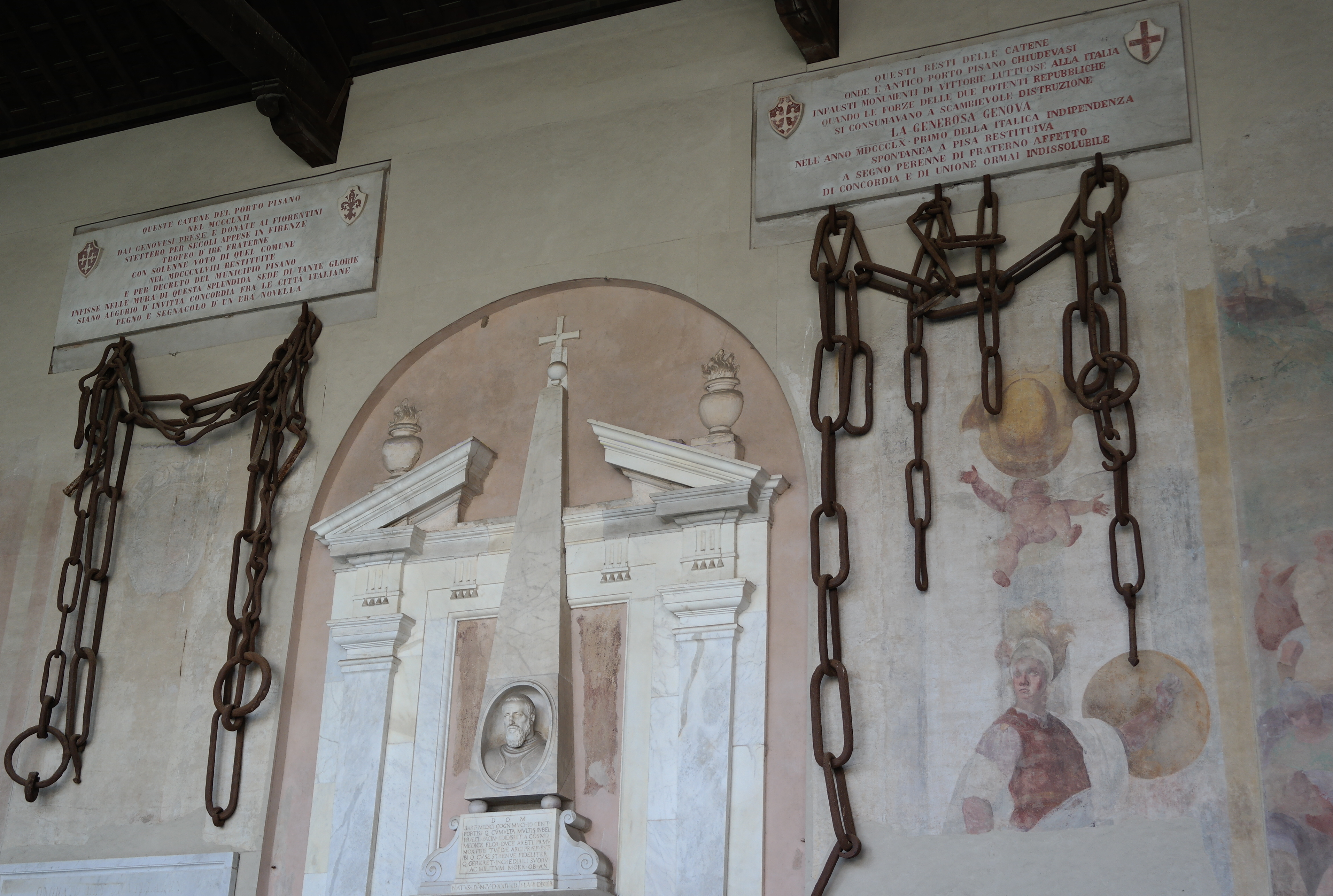
梅洛里亞戰役後，比薩港的鐵鍊被熱那亞人拆除，並在復興運動的兩個不同時刻（1848 年和 1860 年）作為意大利兄弟情誼的標誌回歸

還應該記住的是，意大利海軍是在國家統一實現後立即誕生的，因此直到1861年才誕生，統一前的各個海軍之間存在激烈的對比：撒丁尼亞海軍、托斯卡納海軍、教皇海軍和那不勒斯海軍；航海精神的弘揚將所有海洋共和國團結在一起，使得強調共同的歷史基礎、克服分歧成為可能。因此，有必要消除古老的競爭，在這方面非常重要的是，熱那亞市將關閉托斯卡納城市港口的鎖鏈歸還給比薩，這些鎖鏈在中世紀的戰鬥中被盜，並於 1860 年作為鎖鏈歸還。
1860 年，學校課程中還引入了對海洋共和國作為單一現象的研究。這進一步幫助這個概念流行起來。

### 20世纪

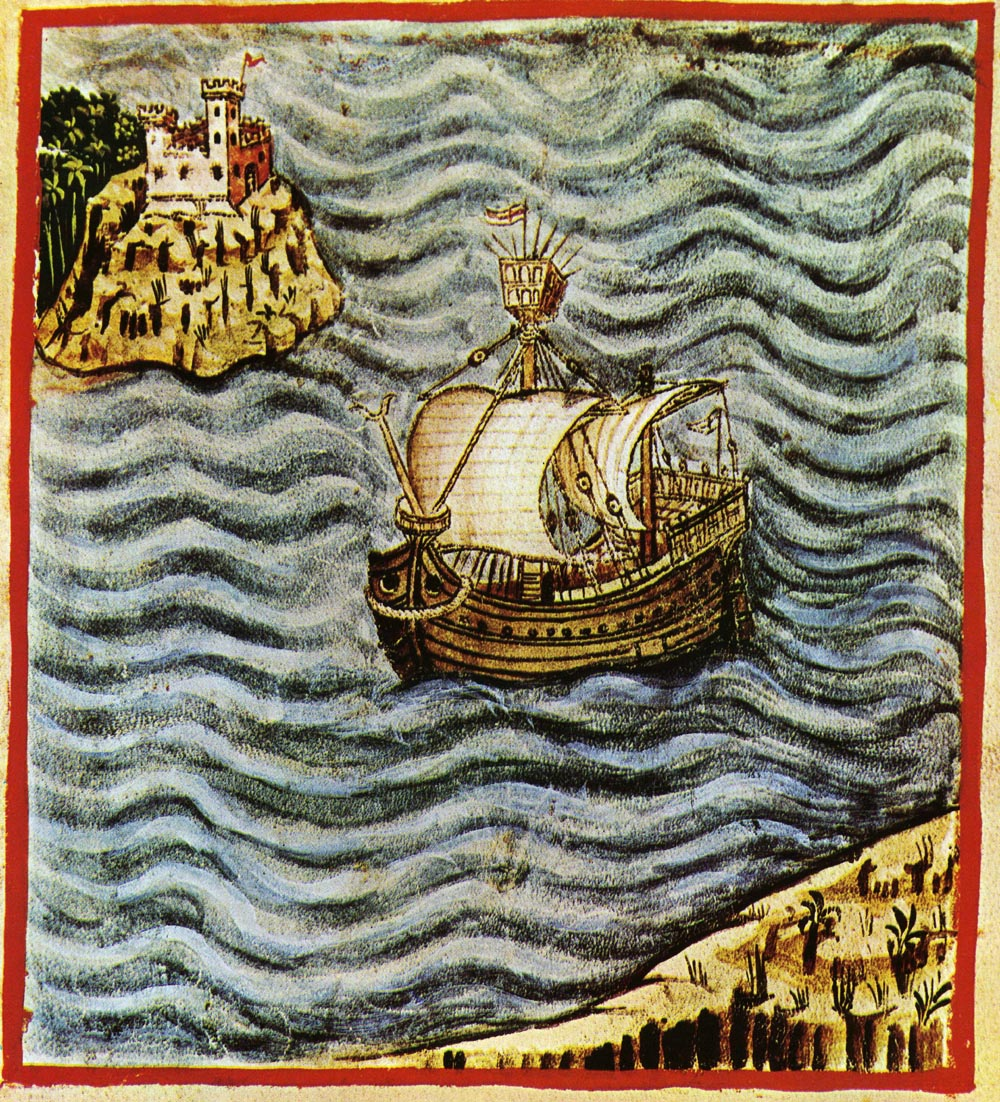
14 世紀的帆船，來自tacuinum sanitis

正如我們所看到的，數字“四”今天仍然經常出現在與海洋共和國相關的地方，這並不是原創的。相反有一個簡短的名單，僅限於兩個（熱那亞和威尼斯）或三個城市（熱那亞、威尼斯和比薩）或一個長名單，其中還包括安科納、阿馬爾菲和加埃塔。
將該名單傳播到四個航海共和國的關鍵是翁貝托·莫雷蒂船長的出版物，他於 1904 年從皇家碼頭接到撰寫阿馬爾菲航海史的任務，书标题为《意大利第一海上共和國》。從那時起，阿馬爾菲的名字就明確地加入了候選名單中的其他共和國的行列，以其存在平衡了該國中北部的不平衡。
二十世紀三十年代，一份精簡的名單就這樣得到了整合，僅由四個名字組成：阿馬爾菲、比薩、熱那亞和威尼斯；這最終導致意大利海軍的旗幟中包含了這四個城市的象徵。這面旗幟於1941年獲得批准，但由於戰爭的原因，直到1947年才被採用。1955年，海軍旗幟上所代表的四個城市為古代海上共和國的帆船運動注入了生命力。
直到 1967 年，隨著阿曼多·洛多利尼 (義大利語：Armando Lodolini）的著作《海洋共和國》的出版，一長串海洋共和國才得以復興——阿馬爾菲、比薩、熱那亞、威尼斯、安科納、加埃塔——其中還添加了達爾馬提亞拉古薩。就諾利而言，直到最近幾十年，其作為一個小型海洋共和國的性質才開始受到關注，而此前僅在學術層面上得到了肯定。
2000年，意大利共和國總統卡洛·阿澤利奧·錢皮這樣總結海洋共和國在歷史上所發揮的作用：
|  | ......意大利的海上共和國......重新向歐洲打開了世界之路。 |

## 定义

### 特征
海洋共和國的特徵是：
- 獨立（法律上和/或事實上的）；

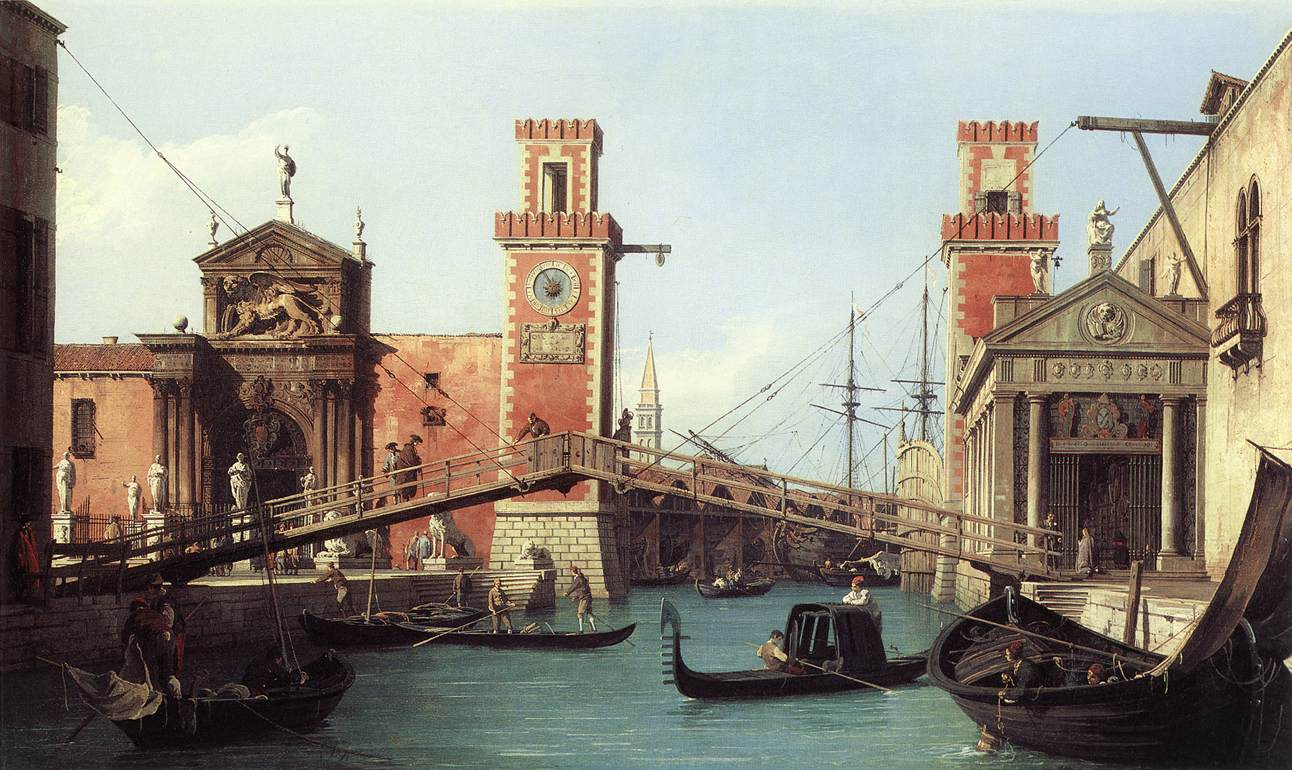
海洋共和國在自己的軍火庫中建造了他們需要的船隻。這裡是威尼斯兵工廠

- 主要基於航海和海上貿易的自治、經濟、政治和文化；
- 擁有一支由自己的軍火庫建造的艦隊；
- 城邦的誕生和建立，最終只是為了進一步擴張；
- 在地中海港口擁有自己的倉庫和領事馆；
- 其港口設有外國城市和國家的倉庫和海上領事館；
- 使整個地中海地區接受的自己的貨幣和自己的海事法；
- 共和政府；
- 參與十字軍東征和/或打擊海盜。

### 起源
歐洲從9世紀開始的經濟復甦，加上陸地交通路線的不安全，意味著主要的商業路線沿著地中海沿岸發展：在這種背景下，考慮到中部地區的危機，一些港口城市能夠獲得更大的自主權，直到它們在歐洲格局中發揮主導作用。
有趣的是，其中多達六個城市——阿馬爾菲、威尼斯、加埃塔、熱那亞、安科納和拉古薩——在幾乎被可怕的掠奪摧毀後開始了自己的自治和貿易歷史，或者是由來自災區的難民建立的。這些遭受海盜襲擊、被中央強權忽視的城市，自主地組織自己的防禦，將海上貿易與武裝防護結合起來；然後他們能夠在9世紀、10世紀和11世紀繼續進攻，從歷史性的奧斯蒂亞戰役開始，取得了對撒拉遜人的無數勝利共 849 個。這些城市的交通到達非洲，尤其是亞洲，有效地插入拜占庭和伊斯蘭海上強國之間，為控制地中海航線建立了複雜的競爭與合作關係。
它們都因其地理位置而受到青睞，遠離軍隊的主要通道，並受到山脈或潟湖的保護，這使其與世隔絕，使其能夠不受干擾地致力於海上交通。所有這一切導致了逐漸的行政自治，並在某些情況下實現了真正的獨立於中央政權，這些中央政權在一段時間內不再能夠控制外圍省份。

### 意义

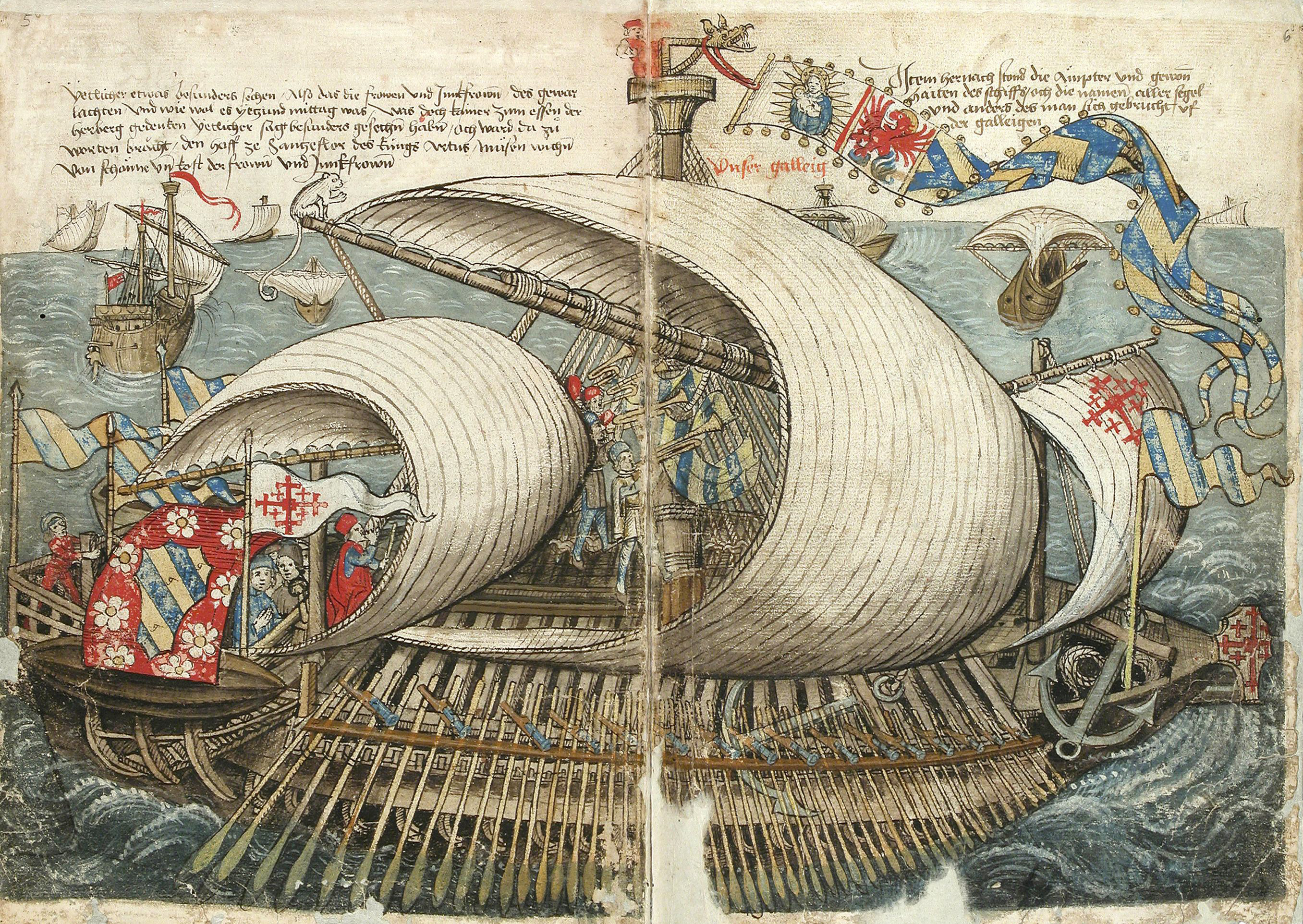
載著朝聖者前往聖地的帆船——摘自康拉德·格魯嫩伯格的遊記

由於海上共和國的存在，歐洲、亞洲和非洲之間在西羅馬帝國滅亡後幾乎中斷的聯繫得以恢复；它們的歷史與歐洲向東方擴張的開始以及現代資本主義（被理解為商業和金融體系）的起源交織在一起；在這些城市中，鑄造了幾個世紀以來廢棄的金幣，開發了新的交換和會計實踐：國際金融和商法由此誕生。
導航技術的進步也受到鼓勵；在這方面，重要的是阿馬爾菲人對指南針的改進和傳播以及威尼斯人對新型航船的發明。航海在航海製圖方面也很大程度上歸功於海洋共和國：流傳至今的 14 世紀和 15 世紀的地圖都屬於熱那亞、威尼斯和安科納的學派。

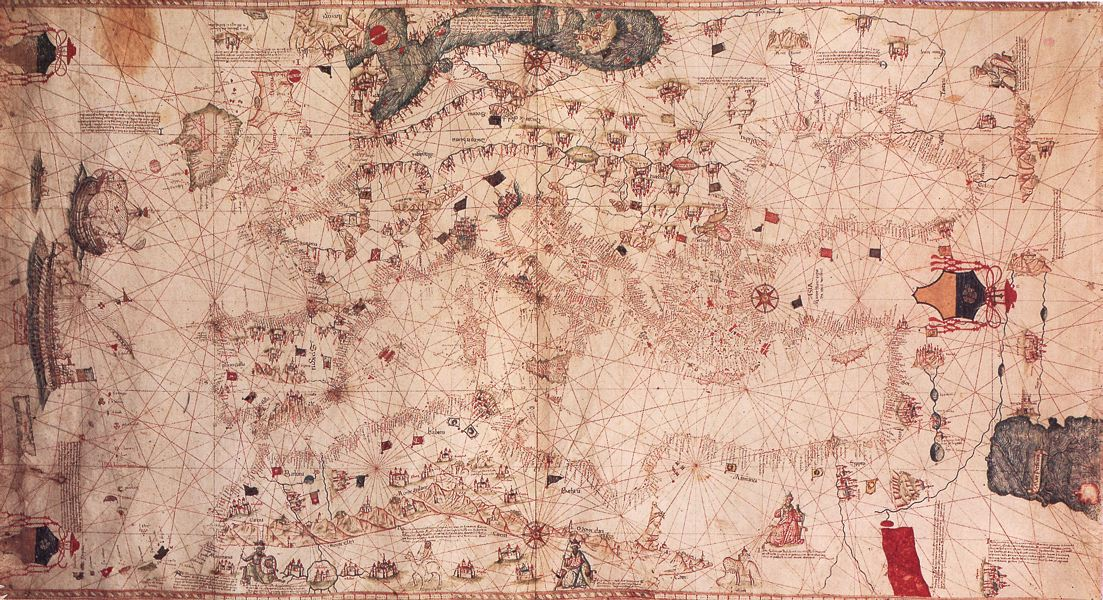
安科納製圖學校的Grazioso Benincasa （1482 年）繪製的地中海航海圖

海上共和國從東方進口了大量在歐洲無法獲得的商品，然後將這些商品轉售到意大利以及中歐和北歐的其他城市，從而在阿拉伯東部、拜占庭帝國和意大利之間形成了一個商業三角；因此，在發現美洲之前，它們一直是歐洲與其他大陸之間貿易的重要節點。
其中提到了最重要的產品：
- 藥材：蘆薈、香脂、生薑、樟腦、鴉片酊、小荳蔻、大黃、黃芪；
- 香料：胡椒、丁香、肉荳蔻、肉桂、糖；
- 香水和有氣味的物質燃燒：麝香，乳香，檀香，熏香，龍涎香；
- 染料：靛藍、明礬、胭脂紅、生漆；
- 紡織品：絲綢、埃及亞麻、大麻、錦緞、天鵝絨、錦緞、地毯；
- 奢侈品：寶石、珊瑚、珍珠、象牙、瓷器、金銀線。

由於貿易帶來的巨大繁榮，這些海上共和國對藝術史產生了重大影響，其中五個共和國（阿馬爾菲、熱那亞、威尼斯、比薩和拉古薩）如今已被列入世界遺產名錄聯合國教科文組織。在人們談及航海藝術，即所有人共同且獨有的藝術潮流时，一個特徵就是各種地中海藝術傳統元素的混合，主要是拜占庭式、伊斯蘭式和羅馬式元素。
目前在希臘、土耳其、黎巴嫩、直布羅陀和克里米亞的意大利人社區至少部分源自海上共和國的殖民地，以及撒丁島的塔巴奇尼語言島和敖德薩意大利人的滅絕社區。

## 国家

### 阿馬爾菲

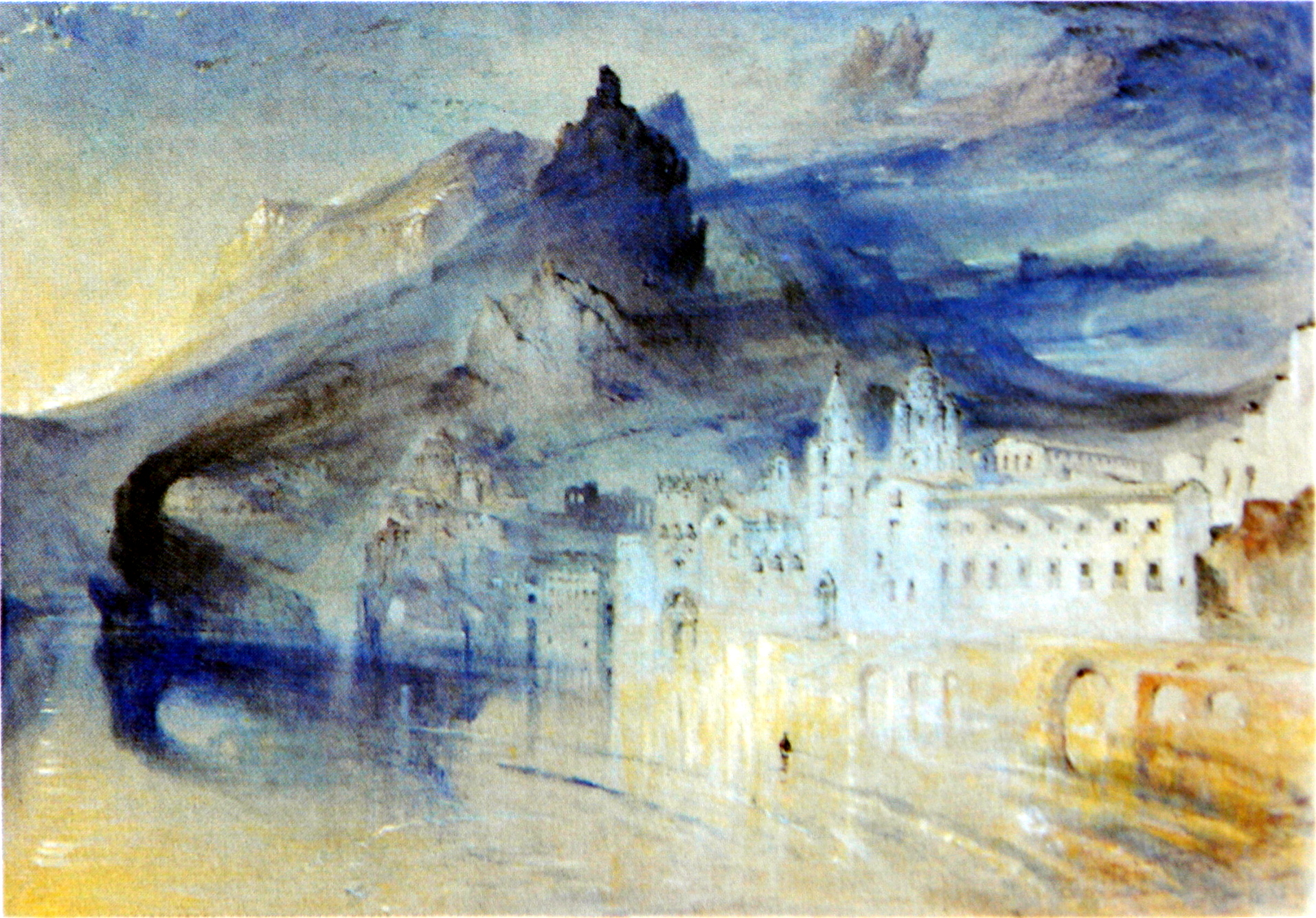
約翰·羅斯金畫中的阿馬爾菲

阿馬爾菲也許是第一個發揮重要作用的海上共和國，與拜占庭和埃及發展了廣泛的貿易。阿馬爾菲商人從阿拉伯人手中奪取了地中海貿易壟斷權，並於10世紀在意大利南部和中東建立了商業基地。阿馬爾菲人是第一個在君士坦丁堡建立殖民地的人。
阿馬爾菲共和國最重要的成果之一是《阿馬爾菲法典》，它是海事法規則的編纂，在整個中世紀一直有效。
從1039年起，阿馬爾菲落入薩萊諾公國的控制之下。1073年，羅伯特·吉斯卡德征服了這座城市，並獲得了阿馬爾菲公爵(義大利語：Dux Amalfitanorum)的稱號。1096年阿馬爾菲起義並恢復為獨立共和國，但於1101年被鎮壓。1130年再次起義，最終於1131年被平息。
阿馬爾菲於1137年被比薩人洗劫，當時它因自然災害（嚴重洪水）而衰弱，並併入意大利南部的諾曼人土地。此後，阿馬爾菲開始迅速衰落，坎帕尼亞主要商業中心的地位被那不勒斯公國取代。

### 比薩
1016年，比薩和熱那亞結盟，擊敗了撒拉遜人，征服了科西嘉島，並控制了第勒尼安海。一個世紀後，他們在一次遠征中解放了巴利阿里群島。
比薩俯瞰著阿爾諾河口的大海，在12世紀至13世紀之間達到了輝煌的頂峰，當時它的船隻控制了西地中海。12世紀，比薩和熱那亞之間的競爭愈演愈烈，並導致了梅洛里亞海戰（1284年），這標誌著比薩衰落的開始；1299年，比薩放棄了對科西嘉島的所有主權，並將部分撒丁島割讓給熱那亞。此外，阿拉貢人於1324年開始征服撒丁島，剝奪了托斯卡納城市對卡利亞里和加盧拉朱迪卡蒂的統治權。比薩保持獨立並控制托斯卡納海岸，直到1409年被佛羅倫薩共和国吞併。

### 熱那亞
熱那亞，又名“超級者”(義大利語：La Superba），11世紀左右開始從神聖羅馬帝國獲得自治權，成為共和憲法的城邦，並參加第一次十字軍東征。共和國最初在海軍上將安德里亞·多利亞的倡議下於1528年正式成立。
與比薩的聯盟使地中海西部地區從撒拉森海盜手中解放出來，並重新征服了科西嘉島、巴利阿里群島和普羅旺斯。
1528年,协会社群(義大利語：Compagna Communis）的成立，是該市所有貿易協會(compagnie)以及周圍山谷和海岸貴族領主的會議，標誌著熱那亞政府的誕生。
當該鎮參加第一次十字軍東征時，它的財富大大增加：它的參與給熱那亞殖民者帶來了巨大的特權，他們搬到了聖地的許多地方。13世紀，隨著與拜占庭皇帝米海爾八世簽訂《寧法烏姆條約》（1261年），熱那亞的財富達到頂峰。作為幫助拜占庭重新征服君士坦丁堡的交換條件，它導致威尼斯人被驅逐出通往黑海的海峽，黑海很快變成了熱那亞海。不久之後，1284年，比薩最終在戰爭中被擊敗。熱那亞海軍的梅洛里亞海戰。
1298年，熱那亞人在達爾馬提亞的庫爾佐拉島擊敗了威尼斯艦隊。這場對抗導致威尼斯海軍上將和馬可·波羅被捕，馬可·波羅在聖喬治宮被監禁期間，向他的獄友魯斯蒂切羅·達·比薩口述了他的旅行故事, 即《马可·波罗游记》。熱那亞一直保持相對強大的地位，直到最後一次與威尼斯的重大衝突，即1379年的基奧賈戰爭。這場戰爭以威尼斯人的勝利而告終，他們最終重新獲得了對東方貿易的主導地位。
在經歷了瘟疫和外國統治的陰鬱的15世紀後，在安德里亞·多利亞的努力下，這座城市於1528年恢復了自治，並為熱那亞制定了新憲法。在接下來的一個世紀裡，熱那亞成為西班牙君主制的主要贊助者，獲得了巨額利潤，這使得舊貴族階級在一段時期內仍然保持著活力。共和國一直保持獨立，直到1797年被拿破崙領導下的法蘭西第一共和國征服，並被利古里亞共和國取代。1814年短暫復興後，共和國最終於1815年被撒丁島王國吞併。

### 威尼斯
威尼斯共和國，是由於與拜占庭帝國發展貿易關係而於公元727年成立的，儘管在很大程度上，威尼斯曾是拜占庭帝國的正式一部分,也是拜占庭對抗阿拉伯人和諾曼人的盟友。1000年左右，它開始在亞得里亞海擴張，擊敗了佔領伊斯特拉和達爾馬提亞海岸的海盜，並將這些地區及其主要城鎮置於威尼斯人的控制之下。13世紀初，這座城市達到了權力的頂峰，主導了地中海和東方的商業交通。在第四次十字軍東征（1202-1204）期間，其艦隊在收購拜占庭帝國的島嶼和最重要的商業海濱城鎮方面發揮了決定性作用。對科孚島（1207年）和克里特島（1209年）等重要港口的征服使其貿易向東延伸，到達了海上貿易路線終點敘利亞和埃及。到14世紀末，威尼斯已成為歐洲最富有的國家之一。儘管在1571年勒班陀海戰中與神聖聯盟作戰的土耳其艦隊取得了巨大的海軍勝利，但其在隨後幾個世紀中在東地中海的統治地位受到了奧斯曼帝國在這些地區擴張的威脅。
威尼斯共和國也在大陸上大力擴張。它成為最大，也是意大利最強大的海上共和國，直到1797年拿破崙入侵威尼斯潟湖並征服。在接下來的半個世紀裡，這座城市經歷了法國和奧地利的控制，然後在1848年革命期間短暫恢復獨立。一年後奧地利恢復統治，一直持續到1866年威尼托併入意大利王國。

### 安科納
安科納自774年起被納入教皇國，大約1000年受到神聖羅馬帝國的影響，但隨著12世紀公社的出現，逐漸獲得獨立並完全獨立。它的座右銘是「多里安安科納，信仰之城”(拉丁語：Ancon dorica civitas fidei)；它的硬幣是阿戈塔諾。儘管在一定程度上受到威尼斯海上霸權的限制，安科納仍因其經濟發展和優惠貿易（特別是與拜占庭帝國的貿易）而成為著名的海上共和國。儘管進行了一系列的遠征、貿易戰和海上封鎖，威尼斯從未成功征服安科納。
安科納共和國與匈牙利王國有著良好的關係，並且是拉古薩共和國的盟友。儘管與拜占庭有聯繫，但它也與土耳其人保持著良好的關係，使其成為意大利中部通往東方的門戶。安科納共和國的倉庫在君士坦丁堡、亞歷山大和其他拜占庭港口持續活躍，而陸路進口貨物（特別是紡織品和香料）的分揀工作則落到了盧卡和佛羅倫薩的商人身上。
在藝術方面，安科納是所謂亞得里亞海文藝復興的中心之一，這種特殊的文藝復興在達爾馬提亞、威尼斯和邊境之間傳播，其特點是重新發現古典藝術並與哥特式藝術保持一定的連續性。海事製圖師格拉齊奧索·貝寧卡薩出生於安科納，安科納的航海家兼考古學家西里亞庫斯也出生在安科納，他被他的人文學者同胞們稱為“古代文物之父”，他讓同時代的人意識到帕台農神廟、金字塔、獅身人面像和獅身人面像的存在。其他被認為被摧毀的著名古代遺跡。
安科納始終必須防範神聖羅馬帝國和教皇的陰謀。它從未攻擊過其他海上城市，但總是被迫自衛。它一直成功到1532年，在教皇克萊門特七世通過政治手段佔有它之後失去了獨立性。

### 拉古薩
七世紀上半葉，拉古薩（今杜布羅夫尼克）開始在東地中海發展活躍的貿易。從11世紀起，它成為一座海洋和商業城市，尤其是在亞得里亞海。第一份已知的商業合同可以追溯到1148年，是與莫爾費塔市簽訂的，但在接下來的幾十年裡其他城市也相繼簽訂，包括比薩、泰爾莫利和那不勒斯。
君士坦丁堡陷落後1204年第四次十字軍東征期間，拉古薩受威尼斯共和國管轄，並繼承了威尼斯共和國的大部分機構。威尼斯的統治持續了一個半世紀，並決定了未來共和國的製度結構，1252年元老院的出現以及1272年5月9日《拉古薩規約》的批准。1358年，在與匈牙利王國發生戰爭之後扎達爾條約迫使威尼斯放棄在達爾馬提亞的許多領地。拉古薩自願成為匈牙利王國的屬地，獲得自治權，以換取其艦隊的幫助和每年的貢金。拉古薩的防禦工事十分堅固，並設有兩個港口。從1403年起，拉古萨社群(義大利語：開始被稱為拉古萨共和国(義大利語：Respublica Ragusina)。
憑藉海上貿易的繁榮，拉古薩成為亞得里亞海南部的主要強國，並與威尼斯共和國展開競爭。幾個世紀以來，拉古薩一直是威尼斯在亞得里亞海的另一個競爭對手安科納的盟友。這一聯盟使亞得里亞海兩岸的兩個城鎮能夠抵制威尼斯人將亞得里亞海變成“威尼斯灣”的企圖，這將使威尼斯直接或間接控制所有亞得里亞海港口。威尼斯貿易路線途經德國和奧地利；安科納和拉古薩開發了一條替代路線，從拉古薩向西經安科納到達佛羅倫薩，最後到達佛蘭德斯。
拉古薩是通往巴爾幹半島和東方的門戶，是金屬、鹽、香料和硃砂的貿易地。由於對經濟實惠的商品實行免稅，它在15世紀和16世紀達到頂峰。它的社會結構僵化，下層階級在政府中不發揮任何作用，但它在其他方面得到了進步：14世紀，第一家藥房在那裡開業，隨後又開設了臨終關懷院；1418年，販賣奴隸的行為被廢除。
1526年，奧斯曼帝國進軍巴爾幹半島，匈牙利在莫哈奇戰役中被擊敗，拉古薩正式置於蘇丹的統治之下。它每年必須向他像徵性地致敬，此舉使其能夠保持有效的獨立性。
17世紀，拉古薩共和國緩慢衰落，這主要是由於1667年的一場地震，這座城市的大部分地區被夷為平地，造成5000人遇難，其中包括校長西蒙娜·德蓋塔爾迪。這座城市在教皇、法國和英國國王的犧牲下迅速得到重建，使其成為17世紀城市主義的瑰寶，共和國也經歷了短暫的複興。1718年的《帕薩洛維茨條約》賦予它完全的獨立性，但增加了門口繳納的稅款，定為12,500杜卡特。
1805年的普雷斯堡和約將這座城市劃歸法國管轄。1806年，共和國被拿破崙法國占領。1808年1月31日，奧古斯特·馬爾蒙下令解散共和國，並併入拿破崙時期的伊利里亞省。在1813年和1814年反對占領的大規模起義之後，它被其盟友奧地利帝國出賣並佔領。

### 加埃塔
隨著拜占庭在意大利南部的影響力下降，該鎮開始發展。由於害怕撒拉森人，鄰近福爾米埃的居民於840年逃往加埃塔。儘管在法理上處於拜占庭的宗主權之下，加埃塔實際上擁有一個帶有杜克斯的共和政府形式，作為抵禦撒拉遜人入侵的堅固堡壘。
加埃塔的第一任執政官君士坦丁與他的兒子馬里努斯聯繫在一起，保衛這座城市免受撒拉遜海盜的蹂躪，並加固了這座城市，還建造了外圍城堡。867年，多西比利斯一世可能以暴力手段將他廢黜，並建立了王朝。
第一個獲得公爵頭銜的是多西比利斯二世（卒於954年）,他在933年获得了此头衔。多西比利斯見證了加埃塔的鼎盛時期。
加埃塔的重要性在十世紀末和十一世紀初下降。加埃塔的諾曼領主任命了來自當地各個顯赫家族的公爵，其中大多數是諾曼人，直到1140年，最後一位蓋塔公爵去世，將這座城市留給了諾曼西西里王國。

## 关系
海洋共和國之間的關係源於它們作為致力於航海和海上貿易的國家的性質。這些關係有時涉及經濟和政治性質的協議，目的是從貿易路線中互惠互利或通過共同協議決定不互相妨礙。在最初的幾個世紀裡，當它們還沒有強大到足以相互對抗時，海上城市經常結盟，以使其航線免受撒拉森海盜的侵害：例如熱那亞和比薩，威尼斯和安科納，阿馬爾菲和比薩：甚至在1087 年所謂的馬赫迪耶十字軍東征熱那亞、加埃塔、比薩和阿馬爾菲並排排列。但這種情況是短暫的：幾十年後，對與東方和地中海的商業航線控制權的爭奪引發了血腥的自相殘殺的戰爭，並在海上共和國之間進行了真正的選擇：阿馬爾菲將被比薩洗劫一空。被熱那亞摧毀，又被威尼斯擊敗。

### 熱那亞和威尼斯
熱那亞和威尼斯之間的關係幾乎總是充滿強烈的敵對和競爭的，無論是在經濟上還是軍事上。直到十三世紀初，敵對行動僅限於單一的海盜行為和孤立的小衝突。1218年左右威尼斯和熱那亞共和國同意在相互保護的保證下結束有害的私掠行為，而熱那亞人則在東部帝國的土地上獲得自由貿易的保障，這是一個新的有利可圖的市場。

#### 聖薩巴戰爭
第一次真正的戰爭在阿卡爆發，兩個共和國都在阿卡擁有四分之一的領土，爭奪聖薩巴修道院的所有權：1255年，熱那亞人将其佔領，洗劫了四分之一的威尼斯，並擊沉了港口的船隻。為了敘利亞-巴勒斯坦的共同利益，塞雷尼西瑪與比薩結盟，作為回應，摧毀了這座修道院。熱那亞人和托倫領主菲利普·德·蒙福特的逃亡终结了這次懲罰性遠征的第一階段。
早在1258年，三個海上強國就在阿卡附近海域展開了一場勢均力敵的鬥爭。熱那亞艦隊被擊潰，威尼斯人俘獲了 300 名水手和一些槳帆船。則站在熱那亞人一邊。熱那亞人的回應是與尼西亞帝國結盟，該帝國是由在第四次十字軍東征中被威尼斯人驅逐出君士坦丁堡的拜占庭人組成的，並打算將其收回：1261年，尼西亞人推翻了拉丁傀儡國君士坦丁堡帝國。佔領這座城市的威尼斯人。因此，熱那亞取代了威尼斯對黑海貿易的壟斷，至少在庫爾佐拉戰役（1298年）之前——安德烈亞·丹多洛和馬可·波羅被俘虜 ——即使熱那亞獲勝，兩個對手也都筋疲力盡。

#### 海峽戰爭
統治者向黑海的擴張導致了與威尼斯的新衝突的爆發，威尼斯的艦隊與東羅馬帝國結盟，以尼科洛·皮薩尼為首，試圖將熱那亞人趕出他們的殖民地加拉塔，但遭到帕加諾的拒絕多利亞；兩人在博斯普魯斯海峽之戰中再次發生衝突，結果不分勝負（1352年）。但1353年，威尼斯人與阿拉貢人結盟，進攻撒丁島的熱那亞城市阿爾蓋羅：洛赫拉之戰是熱那亞人在此之前遭受的最慘重的失敗。1354 年，利古里亞人在薩皮恩扎島重建，在伯羅奔尼撒半島；但熱那亞無法利用薩皮恩扎戰役的勝利，次年兩國簽訂了不太繁重的和平協議，承諾三年內不再向塔納派遣船隻。

#### 基奧賈戰爭
14世紀末，熱那亞人佔領了塞浦路斯和特內多斯島，這引發了威尼斯人的反應，威尼斯人在取得初步勝利後，在普拉被熱那亞人擊敗，熱那亞人佔領了基奧賈並圍攻威尼斯。但威尼斯人成功組建了一支新艦隊，並圍攻基奧賈的熱那亞人，熱那亞人被迫投降。都靈和約(1381)這結束了戰爭，但也造成了相反的影響：熱那亞一勞永逸地被擊敗，雖然能夠保住塞浦路斯，但卻走上了持續衰落的道路，一直持續到16世紀；威尼斯，筋疲力盡的勝利者，不得不與對手的盟友達成協議，將達爾馬提亞割讓給匈牙利，但在十五世紀設法恢復元氣。

#### 勒班陀战役
大約在15 世紀中葉，熱那亞與以法國查理七世為首的佛羅倫薩和米蘭結盟。另一方面，威尼斯與登上那不勒斯王位的阿拉貢國王阿方索五世的距離更加接近。由於意大利國家之間的競爭，形成了兩個大聯盟，其背後外國對半島的干預也在逐步發展。
但1453年君士坦丁堡陷落後奧斯曼帝國的擴張危及了兩個共和國的東部貿易，因此兩國放棄了衝突，加入了教皇庇護五世創建的神聖聯盟。基督教艦隊大部分由威尼斯船隻組成，約有 100 艘槳帆船；另一方面，熱那亞則懸掛在西班牙旗幟下，因為它已將所有船隻租給腓力二世：雄偉的艦隊聚集在勒班陀灣，與穆安津札德·阿里帕夏指揮的土耳其艦隊發生衝突。那是 1571 年 10 月 7 日，勒班陀海戰爆發從中午一直戰鬥到日落，以基督教聯盟的勝利告终。
儘管如此，奧斯曼帝國後來還是讓許多熱那亞和威尼斯殖民地投降，並迫使這兩個共和國尋求新的命運：熱那亞在新生的國際金融中找到了自己，威尼斯在陸地擴張中找到了自己的命運。

### 热那亚和比萨
這兩個海上共和國由於毗鄰而進行了許多交流。一開始，兩國關係是一種合作和聯盟關係，以應對迫在眉睫且日益威脅的穆斯林擴張。然而後來，為了在地中海西部地區取得控制权，双方的競爭爆發了。

#### 對抗撒拉遜人
第二個千年之初，熱那亞和比薩聯合擊敗了穆賈希德埃米尔（在意大利稱為Musetto或Mugetto）的撒拉遜艦隊，該艦隊以撒丁島托雷斯為基地，正在損害他們的生意。行動取得了成功，但對被征服領土的控制權的爭端很快就開始了：由於他們所掌握的兵力有限，他們無法長期佔領第勒尼安大島 。
1087年，他們結成聯盟，對抗共同的敵人，並以一支由200艘熱那亞和比桑槳帆船組成的強大艦隊，以及來自阿馬爾菲、加埃塔和薩勒諾的強大艦隊，襲擊了突尼斯城市阿爾。馬赫迪亞。1092年4月21日，教皇格列高利七世將科西嘉島政府委託給比薩。這次勝利的遠征使教皇烏爾班二世相信，解放聖地的偉大十字軍計劃是可能的。
二十世紀二十年代左右，在教皇帕斯卡爾二世的派遣下，比薩人和熱那亞人解放了巴利阿里群島。教皇出於感激之情，授予這兩個共和國許多特權。比薩大主教被承認對撒丁島具有首要地位，並確認了對科西嘉島的首要地位。

#### 第一次戰爭
教皇對比薩大主教的讓步，大大提高了托斯卡納共和國在整個地中海地區的聲譽，但同時也引起了熱那亞人的嫉妒，很快就演變成對科西嘉島控制權的競爭和衝突：他們兩次襲擊比薩， 1066年和1070年，但他們都被擊敗了。
1119年，戰爭重新開始，熱那亞人襲擊了一些比薩槳帆船，引發了一場海上和陸地上的血腥戰爭，這場戰爭一直持續到1133年，期間被各種停戰協議打斷，有些人尊重，有些人違反。衝突有起有落，最終以科西嘉主教區影響力的兩個競爭者之間的分裂而結束 。由於當時的教皇英諾森二世的調解，和平也得以實現。

#### 第二次战争
當腓特烈·巴巴羅薩皇帝降臨意大利以對比意大利公社的力量時，熱那亞支持帝國事業，儘管有所保留。而比薩則通過參與圍攻米蘭來表示對皇帝的無條件支持。1162年和1163年，斯瓦比亞的腓特烈一世授予忠實的比薩相當大的特權，例如控制第勒尼安海岸直至奇維塔韋基亞。
這重新點燃了熱那亞人的怨恨，在這種情況下，這種怨恨也很快演變成公開戰爭，並出現了命運參差不齊的衝突。熱那亞因派系衝突和爭奪奧爾特雷吉奧戈控制權的戰爭而衰弱，遭受了一系列海上失敗。為了解決這個問題，在1160年代中期，熱那亞人與盧卡結盟：作為對比薩進行陸路攻擊並與海軍相結合的交換條件，熱那亞人將為盧卡人沿著維亞河建造一座塔樓（Torre Motrone ）雷吉亞（Regia） ，位於維亞雷焦現在所在的地區。盧卡和熱那亞之間的聯盟將在其他時候更新，但塔樓將在 1170 年的另一系列衝突中被比薩人摧毀，佛羅倫薩也介入其中援助比薩。
衝突在巴巴羅薩第四次入侵意大利時暫停，但在他離開後立即恢復。1175 年，隨著皇帝返回意大利，和平得以實現。該協議對熱那亞有利，其海外領土不斷擴大。隨後，比薩和熱那亞參加了巴巴羅薩的繼承者斯瓦比亞的亨利六世領導的針對西西里王國的戰爭。

#### 吉廖戰役
1241年，教皇格列高利九世在羅馬召開了一次會議，確認對皇帝腓特烈二世進行絕罰；當時在圭爾夫派手中的熱那亞提出在威尼斯和教皇的幫助下護送法國、西班牙和倫巴底高級教士，保護他們免受吉伯林派的侵害。但帝國艦隊在比薩艦隊的協助下，在吉利奧島和蒙特克里斯托島之間摧毀了它。吉廖戰役標誌著吉伯林勢力的頂峰。

#### 梅洛里亞之戰和比薩的終結
從 1282 年到 1284 年，熱那亞和比薩再次陷入激烈的戰鬥：這些衝突的決定性事件是 1284 年8 月 6 日的梅洛里亞漫長海戰，勝利向統治者微笑，而比薩槳帆船則被伯爵孤立無援。他們被迫撤退到比薩港。
數千名囚犯被熱那亞人關押到馬拉帕加監獄：其中包括詩人魯斯蒂切羅·達·比薩，他遇到了另一位著名囚犯馬可·波羅，他在庫爾佐拉戰役中被俘，並在《米利翁》中記錄了這位威尼斯探險家的冒險經歷。
這次失敗使比薩損失了數千人，標誌著托斯卡納共和國權力的徹底終結，該共和國將不再能夠重新獲得其在地中海西部的統治地位 。大約五十年後，比薩領主法齊奧·諾韋洛·德拉·蓋拉德斯卡 ( Fazio Novello della Gherardesca）與利古里亞城簽署了友好協議：但儘管如此，熱那亞人還是在 1406 年幫助佛羅倫薩人圍攻比薩，這將導致輝煌和歷史的終結。

### 比薩和威尼斯
比薩和威尼斯之間的第一次沖突是因爭奪參加第一次十字軍東征而引發的。這兩個共和國行動較晚：十字軍征服耶路撒冷五個月後，他們甚至還沒有到達聖地，但他們在羅得島水域過冬，並於 1099 年 12 月在那裡交戰：比薩的達戈伯特，比桑艦隊，被威尼斯主教歐金尼奧·孔塔里尼擊敗；威尼斯因此確保了與拜占庭的貿易壟斷。
隨後，威尼斯艦隊為佔領海法做出了貢獻，而戴貝爾托成為耶路撒冷的第一任族長，並將戈弗雷加冕為耶路撒冷的第一位基督教統治者但比薩和威尼斯之間的關係並不總是具有特徵通過競爭和對抗。事實上，幾個世紀以來，這兩個共和國製定了各種協議，確定了比薩和威尼斯的影響和行動範圍，以免相互妨礙。
1180年10月13日，威尼斯總督和比薩領事代表之間簽訂了互不干涉亞得里亞海和第勒尼安事務的協議，並於1206年比薩和威尼斯締結了一項條約，其中確認了各自的勢力範圍 。儘管他們的友誼，威尼斯並沒有幫助比薩度過危機：這對一些歷史學家來說是一個錯誤，因為它失去了一個盟友並增強了其競爭對手熱那亞的實力。
1494-1509年，在與佛羅倫薩圍困比薩有關的事件期間，塞雷尼西瑪遵循其旨在確保“意大利自由”並消除對意大利領土的任何外國干預的政策，跑去幫助比薩人試圖從佛羅倫薩的侵略中拯救他們的共和國，並沒有受到當時在意大利的法國統治者查理八世及其軍隊的反對。

### 阿馬爾菲和比薩
阿馬爾菲從十一世紀最後二十年起就已經失去了完全的自治權，儘管它繼續進行商業往來，至少在這一時期享有廣泛的行政自治權。在西西里島的諾曼 ·威廉二世、普利亞第三代公爵的保護下，阿馬爾菲的管理者於 1126 年 10 月與比薩達成了一項有利可圖的商業協議，旨在合作保護第勒尼安海的共同利益：該協議源於與托斯卡納人長達數十年的友誼。但是，當教皇英諾森二世和皇帝洛泰爾三世（以及熱那亞和比薩共和國）之間爆發針對諾曼人的戰爭時西西里島的羅傑二世（控制著阿馬爾菲領土）比薩軍隊認為1126年的協議不再有效，使阿馬爾菲臣服於諾曼人，於1135年8月4日襲擊了這座沿海城市，並殘酷地掠奪了它 .
即使戰爭以有利於羅傑二世的方式結束（他看到了他對意大利南部領土的權利得到承認），阿馬爾菲也遭受了非常沉重的打擊，它與艦隊一起失去了行政自治權。

### 阿馬爾菲和加埃塔
阿馬爾菲和加埃塔經常與其他南部邦國結盟，對抗撒拉森海盜：846年，他們與那不勒斯和索倫托公國一起，在利科薩戰役中首次擊敗了穆斯林。849年，這兩座城市加入了坎帕尼亞聯盟（與教皇利奧四世、那不勒斯和索倫託一起），以保衛奧斯蒂亞港，從而保衛羅馬免受撒拉森人的入侵。一些著名歷史學家認為奧斯蒂亞戰役是意大利國家之間第一個真正的軍事聯盟，也是勒班陀之前基督教艦隊對穆斯林的最大勝利。
但對穆斯林的最終勝利是在915年，當時阿馬爾菲和加埃塔與教皇約翰十世、那不勒斯、卡普阿、薩萊諾、貝內文托、意大利王國和東羅馬帝國組成了羅馬聯盟，並贏得了加里利亞諾決定性戰役，從而贏得了羅馬帝國的勝利。他們摧毀了加里利亞諾的大型阿拉伯柏柏爾殖民地，並阻止了穆斯林在意大利的擴張。最後，1087年，阿馬爾菲和加埃塔將他們的艦隊與比薩、熱那亞和薩勒諾的艦隊聯合起來，成功襲擊了突尼斯港口馬赫迪耶[ 。
儘管鎮壓私掠活動，這兩個共和國始終與伊斯蘭國家保持著良好的關係：為了解釋這種明顯的矛盾，我們必須記住，撒拉遜人不是埃米爾或哈里發的臣民，而他們確實是兩國的主要貿易夥伴。根據具體情況，它們可以有助於保持其獨立性，對抗希臘或德國皇帝。

### 比薩和安科納
意大利中部的兩個海上共和國之間的關係因情況而異：它們參加了聖薩巴戰爭，但在1195年和1257年兩次結盟對抗威尼斯。

### 諾利和熱那亞
如前所述，從 1202 年到獨立結束，諾利一直是熱那亞的保護國：這一選擇使其不會被鄰國的巨大優勢所壓垮，儘管在外交政策上受到了一些限制。諾利通過幫助熱那亞對抗比薩和威尼斯的戰爭來回報這種保護。

## 图表

### 对比
| 城邦     | 徽章   | 旗帜   | 特色 | 开始 | 脱离独立前的国家  | 结束                                                     | 独立时间                             | 并入的国家     |
| -------- | ------ | ------ | --- | --- | ----------------- | -------------------------------------------------------- | ------------------------------------ | -------------- |
| 阿馬爾菲 |        |        | 格言：Descendit ex patribus romanorum 货币： tarì，Tavole amalfitane (XI sec.)                                                        | 事實上：839（獲得自由） | 东罗马帝国        | 1131年（教皇英諾森二世與西西里的羅傑二世之間的戰爭之後） | 事實上：3個世紀                      | 西西里王國     |
| 熱那亞   |        |        | 格言： Respublica superiorem non recognoscens; 货币： genovino 法典： Regulae et ordinamenta officii gazariae (1441)                  | 法理：1096 | 意大利王国        | 1797 年（與意大利戰役一起）                              | 事實上：8個世紀 法律上：7個世紀      | 利古里亚共和国 |
| 比薩     |        |        | 格言：Urbis me dignum pisane noscite signum 货币： aquilino o grosso pisano 法典： Constitutum usus (1160) e Breve curia maris (1297) | 事實上：11世纪 | 意大利王国        | 1406（軍事佔領佛羅倫薩）                                 | 事實上：4個世紀 法律：3個世紀        | 佛罗伦萨共和国 |
| 威尼斯   | centro | centro | 格言： Pax tibi, Marce, evangelista meus; Viva San Marco! 货币： zecchino o ducato 法典： Capitolare nauticum (1225)                  | 事實上：在751年、840年、1122-1126年威尼斯與拜占庭之間的戰爭后，拉文納總督區崩潰後逐漸獲得；法理上：1141-1143 （Commune Veneciarum） | 东罗马帝国        | 1797 年（《坎波福爾米奧條約》）                          | 事實上: 約 9 個世紀 實際: 6 1/2 世紀 | 奥地利大公国   |
| 安科納   | centro | centro | 格言： Ancon dorica civitas fidei 货币： agontano 法典： Statuti del mare (1387)                                                      | 事實上：11世紀（逐漸獲得自由）) | 意大利王国 教皇国 | 1532年（教皇軍事佔領）                                   | 事實上：5個世紀                      | 教皇国         |
| 加埃塔   |        | centro | 货币: follaro 法典： parte degli Statuti di Gaeta (1356)                                                                              | 事實上：839（獲得自由） | 东罗马帝国        | 1140（吞併諾曼王國）                                     | 事實上：3個世紀                      | 西西里王國     |
| 诺利     | centro | centro | 法典：Statuti di Noli (XII sec.) | 事實上：1192（自由公社的誕生）； 法權：1196（施瓦本亨利六世確認權利）                                                               | 意大利王国        | 15世紀（海上活動結束） 1797年（意大利戰役，共和國結束）  | 代表 航海：2個世紀 共和國：6個世紀   | 利古里亚共和国 |
| 拉古薩   |        |        | 格言：Non bene pro toto libertas venditur auro 货币： denominazioni varie 法典： due volumi del Liber statutorum (1272)               | 事實上：11世紀（逐漸獲得自由） | 东罗马帝国        | 1808 年（《普雷斯堡和约》）                              | 事實上：8個世紀                      | 法兰西第一帝国 |

### 年表
如下表所示，幾個世紀以來，海上共和國的數量發生了變化，如下：
- 九至十世紀：只有三個海上共和國，即阿馬爾菲、加埃塔和威尼斯；
- 11世紀：前幾十年加上安科納、熱那亞、比薩和拉古薩，共有七個海上共和國；然而本世紀也見證了阿馬爾菲獨立的結束（1031 年）和諾利歷史的開始。
- 十二至十四世紀：隨著加埃塔獨立的結束（1137年），有六個活躍的海上共和國；
- 十五世紀：隨著比薩失去獨立和諾利海上活動的結束，剩下四個海上共和國，即安科納、熱那亞、拉古薩、威尼斯；
- 十六至十八世紀：隨著安科納失去自治權，三個最長壽的海上共和國仍然活躍：熱那亞、拉古薩和威尼斯。
- 1789年，法国大革命爆发，新思想和拿破仑军队的枪炮席卷欧洲，由此结束了幸存的海上共和国的历史。

| 9世紀                    | 10世紀                   | 11世紀                                     | 12世紀                                     | 13世紀                                     | 14世紀                                     | 15世紀                         | 16世紀                 | 17世紀                 | 18世紀                 | 19世紀                 |
| ------------------------ | ------------------------ | ------------------------------------------ | ------------------------------------------ | ------------------------------------------ | ------------------------------------------ | ------------------------------ | ---------------------- | ---------------------- | ---------------------- | ---------------------- |
| 阿瑪爾菲、加埃塔和威尼斯 | 阿瑪爾菲、加埃塔和威尼斯 | 威尼斯、热那亚、比萨、安科纳、拉古萨和诺利 | 威尼斯、热那亚、比萨、安科纳、拉古萨和诺利 | 威尼斯、热那亚、比萨、安科纳、拉古萨和诺利 | 威尼斯、热那亚、比萨、安科纳、拉古萨和诺利 | 威尼斯、热那亚、安科纳和拉古萨 | 威尼斯、热那亚和拉古萨 | 威尼斯、热那亚和拉古萨 | 威尼斯、热那亚和拉古萨 | 威尼斯、热那亚和拉古萨 |

## 遗产

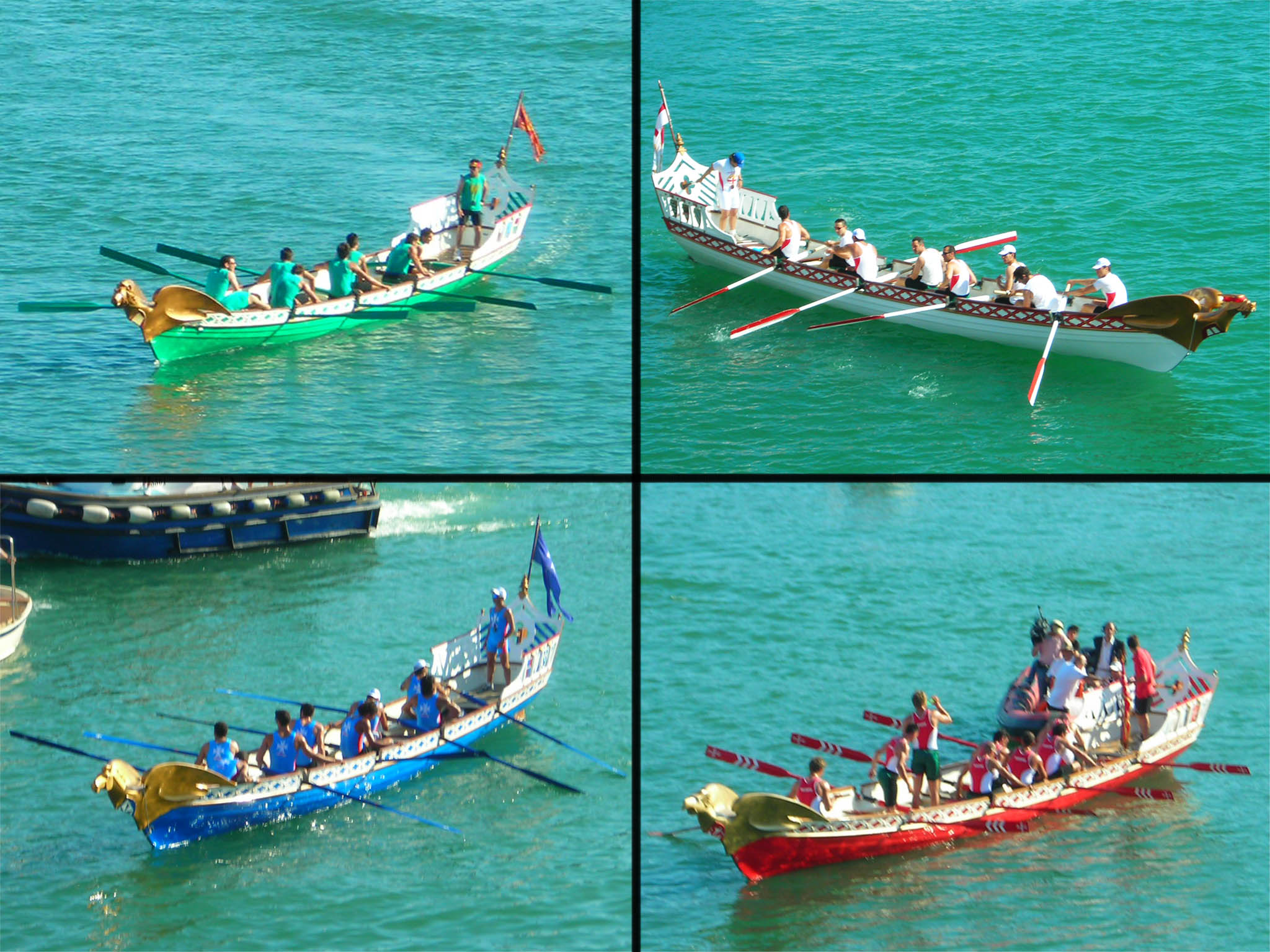

1955年，為了紀念四個最著名的海洋共和國的光輝事蹟，威尼斯、熱那亞、阿馬爾菲和比薩市政府決定設立古代海洋共和國賽船會(義大利語：Regata delle Antiche Repubbliche Marinare)，或者更確切地說是賽艇比賽。
該活動每年在五月底至七月初舉行，並在上述城市輪流舉辦。迄今為止，根據榮譽榜，獲勝次數最多的球隊是威尼斯隊。其次是阿馬爾菲、熱那亞和比薩.